# کانتینتیکولا
کانتینتیکولا کلاد (ازریشه یونانی کلادوس به معنای شاخه) یا شنکله یا زیست دسته‌ای است که شامل پلاناریاهای زمینی و (به انگلیسی: land planarians) ترایکلاد (به انگلیسی: triclad)های آب شیرین است. در سال ۱۹۹۸ دانشمندی به تام کارانزا بر اساس شواهد مولکولی به این نتیجه رسیدند که کرم‌های پهن آبزی و خاکزی باید در یک شاخه دسته بندی شوند.